# Crête frontale
La crête frontale est une crête osseuse située sur la ligne médiane de la face interne de l'os frontal.

## Description
La crête frontale débute au dessus du foramen cæcum de l'os frontal. Elle se poursuit verticalement sur 2–3 cm permettant l'insertion de la faux du cerveau.
Elle bifurque en deux bords pour former le sillon sagittal dans lequel se loge le sinus sagittal supérieur, la faux du cerveau s'insérant sur les bords libres.